# De bruit et de fureur
De bruit et de fureur je francouzský hraný film z roku 1988, který režíroval Jean-Claude Brisseau podle vlastního scénáře. Snímek měl světovou premiéru na filmovém festivalu v Cannes v květnu 1988.

## Děj
13letý Bruno se po smrti své babičky vrací se svým kanárkem na sídliště na pařížském předměstí Bagnolet. V nové škole se seznamuje s Jean-Rogerem ze sousedství, který se účastní násilí na předměstí. Jean-Roger obdivuje svého otce Marcela, bývalého vojáka, který se stal podvodníkem. Jean-Roger také žije se svou matkou, strýcem a dědečkem z otcovy strany, který umírá na nemoc. Jean-Roger žárlí na svého bratra Thierryho a jeho dívku. Tu znásilní Jean-Roger a jeho gang. Thierry zasáhne, ale je zbit a zajat gangem. Otec ho zachrání a přitom zastřelí tři z nich. Jean-Roger, který má pistoli, palbu opětuje a zabije svého otce. Jean-Roger zabije také Brunova kanárka. Bruno najde mrtvého kanárka a pistoli, kterou v opilosti ztratil Jean-Roger. Bruno, zoufalý ze smrti svého jediného skutečného přítele, spáchá sebevraždu. Jean-Roger skončí ve věznici Fleury-Mérogis.

## Obsazení
| Vincent Gasperitsch | Bruno                                |
| François Négret     | Jean-Roger                           |
| Bruno Cremer        | Marcel, otec Jean-Rogera a Thierryho |
| Thierry Hélaine     | Thierry                              |
| Fabienne Babe       | učitel                               |
| Fejria Deliba       | Mina                                 |
| Françoise Vatel     | Marcelova žena                       |
| Luc Ponette         | ředitel školy                        |

## Ocenění
- Filmový festival v Cannes: Zvláštní cena mládeže
- César: nominace v kategorii nejslibnější herec (François Négret)